# 무닌 (소프트웨어)
무닌(Munin)은 자유-오픈 소스 컴퓨터 시스템 모니터링, 네트워크 모니터링, 인프라스트럭처 모니터링 응용 소프트웨어이다.
무닌은 펄로 작성되어 있으며 RRD툴을 사용하여 그래프를 만들며 웹 인터페이스를 통해 접근이 가능하다. 약 500개의 모니터링 플러그인을 현재 사용할 수 있다.

## 같이 보기
- LAMP (소프트웨어 번들)